# Bouteville
Bouteville é uma comuna francesa na região administrativa da Nova Aquitânia, no departamento de Charente. Estende-se por uma área de 12,07 km². Em 2010 a comuna tinha 327 habitantes (densidade: 27,1 hab./km²).